# Sonnenfinsternis vom 15. Januar 2010
Die ringförmige Sonnenfinsternis vom 15. Januar 2010 war mit einer maximalen Dauer der ringförmigen Phase von 11 Minuten und 8 Sekunden für einen Zeitraum von mehr als 1000 Jahren die längste Sonnenfinsternis.
Die Finsternis ereignete sich zwei Tage vor der Erdferne (Apogäum) des Mondes und außerdem befindet sich im Januar die Erde der Sonne relativ nahe. Der scheinbare Durchmesser des Mondes war mit 29′ 15″ so recht klein, der der Sonne relativ groß, so dass der Mond die Sonne nur zu 85 Prozent bedecken konnte. Umgekehrt als bei einer totalen Finsternis ist eine ringförmige dann besonders lang, wenn der Bedeckungsgrad recht gering ausfällt.

## Verlauf
Die ringförmige Phase der Finsternis begann in der Zentralafrikanischen Republik, verlief weiter durch den Norden des Kongo und überquerte den Victoriasee in Uganda. Anschließend war die ringförmige Finsternis in Nairobi, der Hauptstadt Kenias zu sehen und dies war das letzte afrikanische Land, bevor sich die Finsternis über dem Indischen Ozean fortsetzte.
Über dem Meer erreichte die Finsternis ihr Maximum, die Zone mit ringförmiger Sichtbarkeit überquerte dann die Malediven, bevor die Südspitze Indiens und Sri Lanka erreicht wurden. Anschließend überquerte die Finsternis den Golf von Bengalen und erreichte in Myanmar wieder das Land. In China überquerte die Finsternis die Millionenstadt Chongqing und kreuzte dort den Schattenpfad der Finsternis vom 22. Juli 2009, so dass sich in dieser Region die seltene Möglichkeit ergab, zwei aufeinander folgende Finsternisse zu beobachten.

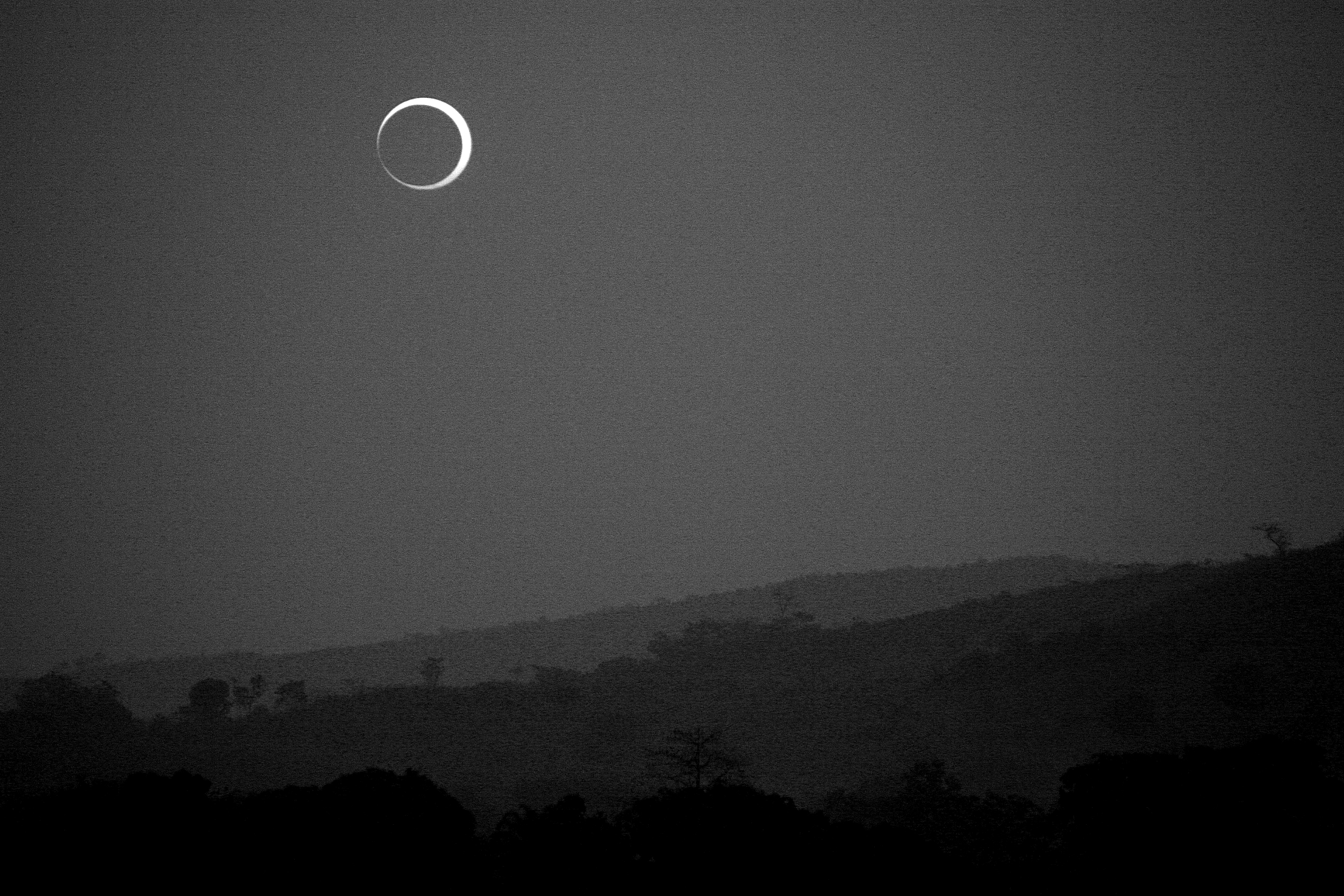
Bangui, Zentralafrikanische Republik
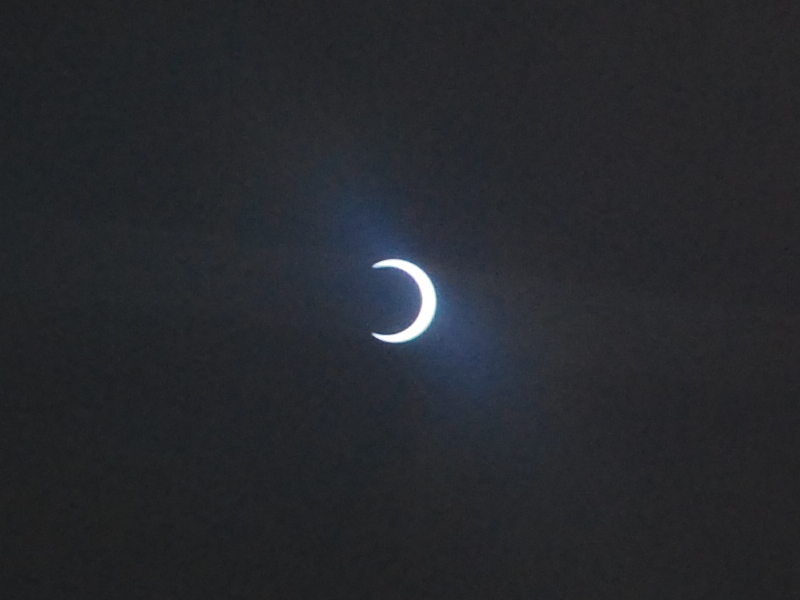
Chennai, Süd-Indien

## Wetteraussichten
In Kenia war mit über 90 Prozent Wahrscheinlichkeit mit Bewölkung zu rechnen. Eine gute Möglichkeit, zur Finsternis zu reisen, waren die Malediven, denn dort gibt es zu dieser Jahreszeit praktisch keine Bewölkung. In Myanmar war der Himmel mit 70 Prozent wolkenfrei, in China verschlechterten sich die Wetterprognosen wieder.